# Associatie Universiteit-Hogescholen Limburg
De Associatie Universiteit-Hogescholen Limburg (AUHL) is een samenwerkingsverband (associatie) tussen drie instellingen voor hoger onderwijs in de Belgische provincie Limburg: Universiteit Hasselt (voorheen Limburgs Universitair Centrum), Hogeschool PXL (voorheen (Provinciale Hogeschool Limburg en XIOS Hogeschool Limburg) en Transnationale Universiteit Limburg.
In totaal telt de AUHL zo'n 13 000 studenten. De AUHL heeft haar eigen studentenraad.

## Geschiedenis
De AUHL werd op 24 september 2003 opgericht als vzw, in uitvoering van het structuurdecreet van 2003.

## Bestuur
| Periode      | Voorzitter        |
| ------------ | ----------------- |
| 2003         | Harry Martens     |
| 2003 - 2004  | Eddy Baldewijns   |
| 2004 - 2022  | Willy Claes       |
| 2022 - 2023  | Hendrik Verbrugge |
| 2023 - 2024  | Tom Seurs         |
| 2024 - heden | Jan Peumans       |